# Ślęża
Ślęża [ˈɕlɛ̃ʐa]IPA, česky Slenza, Sleza nebo Sobotka je hora v Krkonošsko-jesenickém podhůří, se svými 718 m n. m. tvoří výraznou krajinnou dominantu Dolnoslezského vojvodství. Hora je tvořena granity a gabry, a je zalesněna. Patří mezi vrcholy Koruny hor Polska.

## Popis
Na vrcholu hory stojí kostel, turistická chata, vysílač a rozhledna.

## Historie
V průběhu neolitu a přinejmenším až do 7. století př. n. l. byla Ślęża posvátné místo pohanských kmenů lužické kultury. Poté byla osídlena keltskými a ještě později i germánskými kmeny. Někteří vědci se domnívají, že posvátný les Alcis z germánské mytologie zmiňovaný Tacitem v jeho díle Germania byl na hoře Ślęża. Silingové byli první kmen známý svým jménem z území Slezska, většina z nich se v 5. století přesunula na západ a zbylá část byla v 6. století pomalu nahrazena nebo splynula s nově příchozími slovanskými kmeny. Silingové jsou spojováni s převorskou kulturou. Původ jména hory Ślęża, stejně jako „Slezsko“ či „Slezané“, je patrně odvozen od jména germánského kmene „Silingů“.

## Turistické cesty

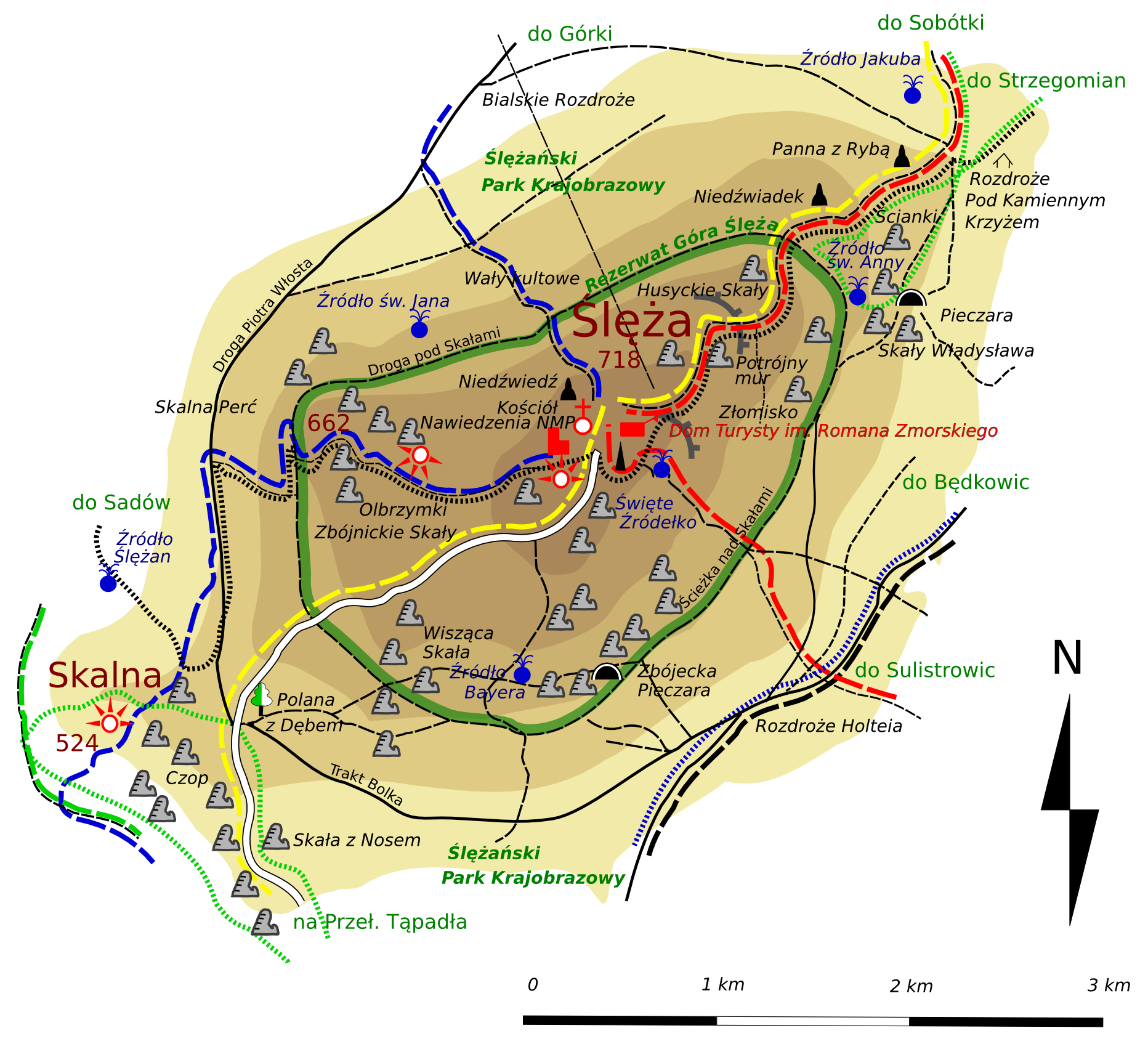
Ślęża

- modrá: Strzelin – Pęcz – Piotrowice – Zielenice – Suchowice – Jordanów Śląski – Glinica – Winna Góra – Gozdnik – Przełęcz Sulistrowicka – Przełęcz Słupicka – Radunia – Przełęcz Tąpadła – Ślęża – Sobótka-Górka

- červená: Strzelin – Szańcowa – Gościęcice Średnie – Skrzyżowanie pod Dębem – Gromnik – Dobroszów – Kalinka – Skrzyżowanie nad Zuzanką – Źródło Cyryla – Ziębice – Lipa – Rososznica – Stolec – Cierniowa Kopa – Kolonia Bobolice – Kobyla Głowa – Karczowice – Podlesie – Ostra Góra – Starzec – Księginice Wielkie – Sienice – Łagiewniki – Oleszna – Przełęcz Słupicka – Sulistrowiczki – Ślęża – Sobótka[3]

- žlutá: Świdnica – Przełęcz Tąpadła – Ślęża – Wieżyca – Sobótka